# Bahnstrecke Brandýs nad Labem–Neratovice
| Kursbuchstrecke (SŽ): | 074                  |                                                      |                                                      |
| Streckenlänge: | 15,215 km            |                                                      |                                                      |
| Spurweite: | 1435 mm (Normalspur) |                                                      |                                                      |
| Streckenklasse: | C3                   |                                                      |                                                      |
| Maximale Neigung: | 14 ‰                 |                                                      |                                                      |
| Streckengeschwindigkeit: | 60 km/h              |                                                      |                                                      |
| |                      |                                                      |                                                      |
| \| \| \| von Čelákovice (vorm. ÖLEG) \| \| \| \| 0,000 \| Brandýs nad Labem früher Brandeis a/E. \| Brandýs nad Labem früher Brandeis a/E. \| \| \| 0,830 \| Brandýs nad Labem früher Brandeis a/E. Stadt \| Brandýs nad Labem früher Brandeis a/E. Stadt \| \| \| \| Rübenladestelle \| \| \| \| \| vlečka sklad \| \| \| \| 4,800 \| Polerady früher Polehrad bei Brandeis a/E. \| Polerady früher Polehrad bei Brandeis a/E. \| \| \| 7,735 \| Kostelec nad Labem früher Elbekosteletz \| Kostelec nad Labem früher Elbekosteletz \| \| \| 11,380 \| Jiřice früher Jiřitz \| Jiřice früher Jiřitz \| \| \| 11,400 \| vlečka cukrovar Kostelec \| vlečka cukrovar Kostelec \| \| \| 13,150 \| Lobkovice früher Lobkovitz H. \| Lobkovice früher Lobkovitz H. \| \| \| 14,00 \| Neratovice město \| Neratovice město \| \| \| \| von Praha hl.n. und Kralupy nad Vltavou (vorm. TKPE) \| \| \| \| 15,215 \| Neratovice früher Neratowitz \| Neratovice früher Neratowitz \| \| \| \| nach Turnov (vorm. TKPE) \| \| |                      |                                                      |                                                      |
| Strecke |                      | von Čelákovice (vorm. ÖLEG)                          | von Čelákovice (vorm. ÖLEG)                          |
| ehemaliger Bahnhof | 0,000                | Brandýs nad Labem früher Brandeis a/E.               | Brandýs nad Labem früher Brandeis a/E.               |
| Bahnhof | 0,830                | Brandýs nad Labem früher Brandeis a/E. Stadt         | Brandýs nad Labem früher Brandeis a/E. Stadt         |
| Abzweig geradeaus und von links |                      | Rübenladestelle                                      | Rübenladestelle                                      |
| Abzweig geradeaus und von links |                      | vlečka sklad                                         | vlečka sklad                                         |
| Haltepunkt / Haltestelle | 4,800                | Polerady früher Polehrad bei Brandeis a/E.           | Polerady früher Polehrad bei Brandeis a/E.           |
| Haltepunkt / Haltestelle | 7,735                | Kostelec nad Labem früher Elbekosteletz              | Kostelec nad Labem früher Elbekosteletz              |
| Haltepunkt / Haltestelle | 11,380               | Jiřice früher Jiřitz                                 | Jiřice früher Jiřitz                                 |
| Abzweig geradeaus und von rechts | 11,400               | vlečka cukrovar Kostelec                             | vlečka cukrovar Kostelec                             |
| Haltepunkt / Haltestelle | 13,150               | Lobkovice früher Lobkovitz H.                        | Lobkovice früher Lobkovitz H.                        |
| Haltepunkt / Haltestelle | 14,00                | Neratovice město                                     | Neratovice město                                     |
| Abzweig geradeaus und von links |                      | von Praha hl.n. und Kralupy nad Vltavou (vorm. TKPE) | von Praha hl.n. und Kralupy nad Vltavou (vorm. TKPE) |
| Bahnhof | 15,215               | Neratovice früher Neratowitz                         | Neratovice früher Neratowitz                         |
| Strecke |                      | nach Turnov (vorm. TKPE)                             | nach Turnov (vorm. TKPE)                             |

Die Bahnstrecke Brandýs nad Labem–Neratovice ist eine Eisenbahnverbindung in Tschechien, die ursprünglich als  staatlich garantierte Lokalbahn Brandeis an der Elbe–Neratowitz (tschech.: Místní dráha Brandýs nad Labem–Neratovice) erbaut und betrieben wurde. Die Strecke beginnt in Brandýs nad Labem als Fortsetzung der Bahnstrecke Čelákovice–Brandýs nad Labem und führt nach Neratovice, wo sie in die Bahnstrecke Praha–Turnov einmündet.
Nach einem Erlass der tschechischen Regierung ist die Strecke seit dem 20. Dezember 1995 als regionale Bahn („regionální dráha“) klassifiziert.

## Geschichte
Ihren Ursprung hatte die spätere Lokalbahn Brandeis an der Elbe–Neratowitz in der Schleppbahn der Zuckerfabrik Bloch in Elbekosteletz. Die sechs Kilometer lange Strecke nahm zur Rübenkampagne im Jahr 1880 ihren Betrieb auf und diente nur dem Güterverkehr.

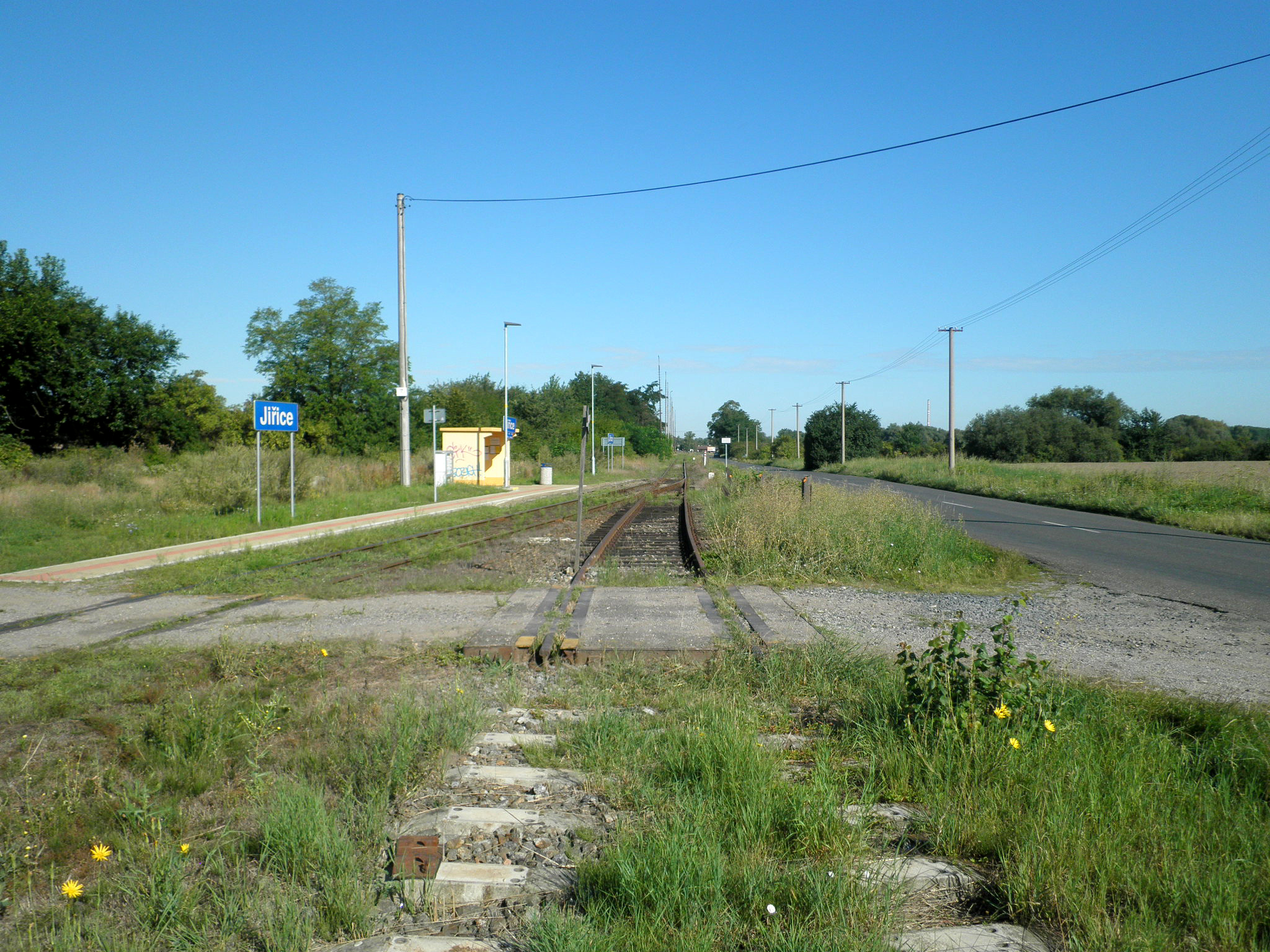
Haltestelle Jiřice mit abgebauter Schleppbahn zur Zuckerfabrik (2017)

Am 11. Jänner 1898 wurde „dem Bezirksobmanne Josef Šestak im Vereine mit dem Advocaten Dr. Josef Vitek und dem erherzoglichen Dömänendirector Friedrich Moeller, sämmtlich in Brandeis an der Elbe, dann dem Zuckerfabrikanten Ferdinand Bloch und dem Realitätenbesitzer Josef Stierba in Elbekosteletz die erbetene Concession zum Baue und Betriebe einer als normalspurige Localbahn auszuführenden Locomotiveisenbahn von der Station Brandeis an der Elbe der priv.österreichisch-ungarischen Stateisenbahngesellschaft über Elbekosteletz nach Neratowitz unter Einbeziehung der bestehenden und entsprechend umzugestaltenden Schleppbahn von Elbekosteletz nach Neratowitz“ erteilt. Teil der Konzession war die Verpflichtung, den Bau der Strecke sofort zu beginnen und binnen einem Jahre fertigzustellen. Die Konzessionsdauer war auf 90 Jahre festgesetzt.
Am 15. Juli 1899 wurde die Strecke eröffnet. Den Betrieb führte die priv. Österreichisch-ungarische Staatseisenbahngesellschaft (StEG) für Rechnung der Eigentümer aus. 
Das Kapital der 1903 gegründeten Aktiengesellschaft Lokalbahn Brandeis an der Elbe–Neratowitz betrug 638.000 Kronen in 1595 Stammaktien zu je 400 Kronen. Sitz der Gesellschaft war Prag.
Mit der Verstaatlichung der StEG im Jahr 1909 ging die Betriebsführung formal auf die k.k. Staatsbahnen über, sie wurde aber weiter durch die Betriebsdirektion für die Linien der Staatseisenbahngesellschaft durchgeführt. Im Jahr 1912 wies der Fahrplan der Lokalbahn täglich drei gemischte Zugpaare 2. und 3. Klasse aus. Die Züge benötigten für die 15 Kilometer lange Strecke etwa eine Stunde.
Nach dem Zerfall Österreich-Ungarns im Oktober 1918 ging die Betriebsführung an die neu gegründeten Tschechoslowakischen Staatsbahnen (ČSD) über. Am 1. Januar 1925 wurde die Lokalbahn Brandeis an der Elbe–Neratowitz per Gesetz verstaatlicht und die Strecke ins Netz der ČSD integriert. Die ČSD führten die beiden in Brandýs zusammenstoßenden Strecken organisatorisch zusammen und bauten den Bahnhof Brandýs nad Labem mesto (Brandeis Stadt; heute: Brandýs nad Labem) zum Betriebsmittelpunkt aus. Der alte Bahnhof Brandýs (heute: Haltestelle Brandýs nad Labem-Zápská) wurde weitgehend aufgelassen. 

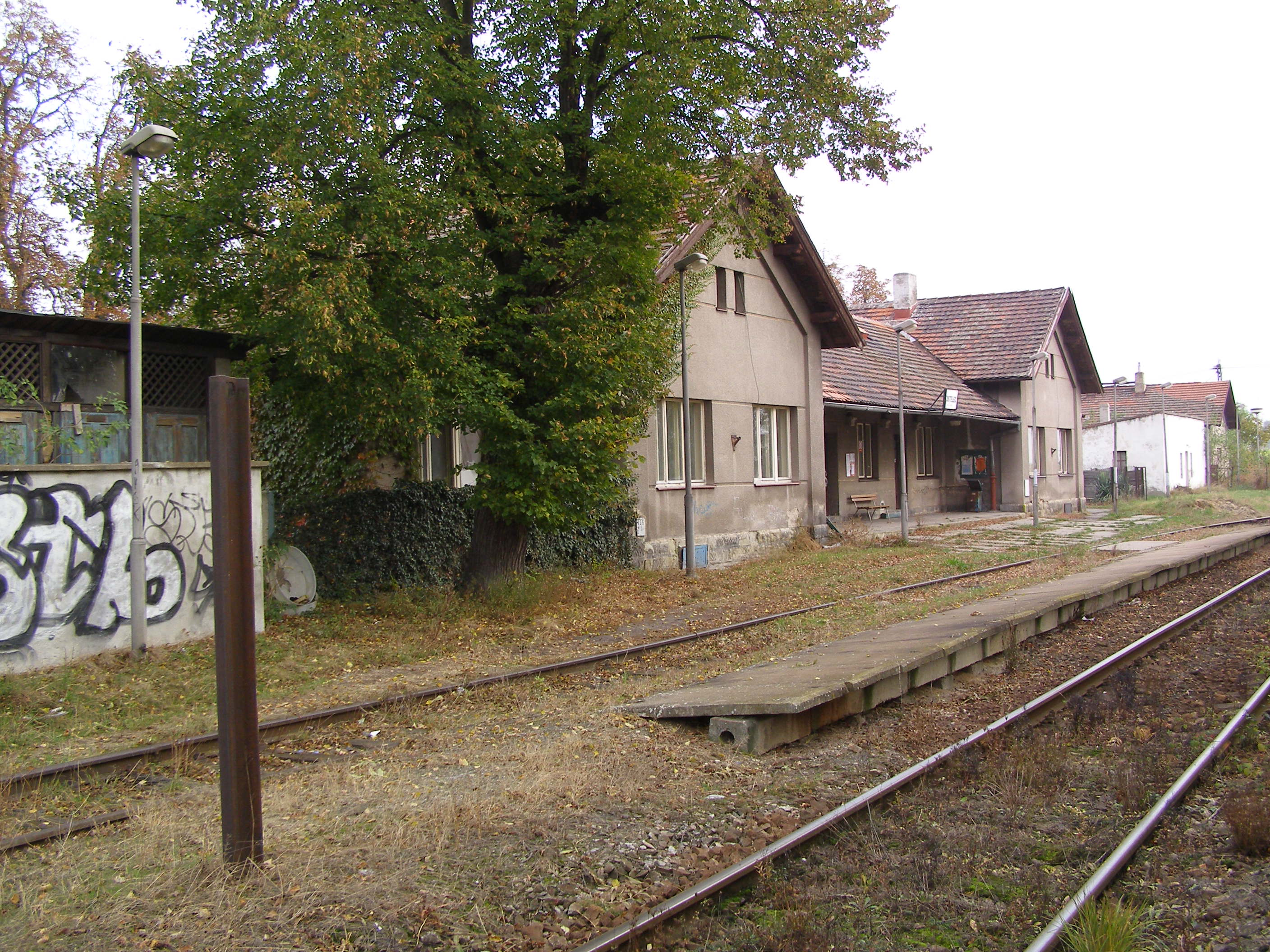
Haltestelle Kostelec nad Labem (2009)

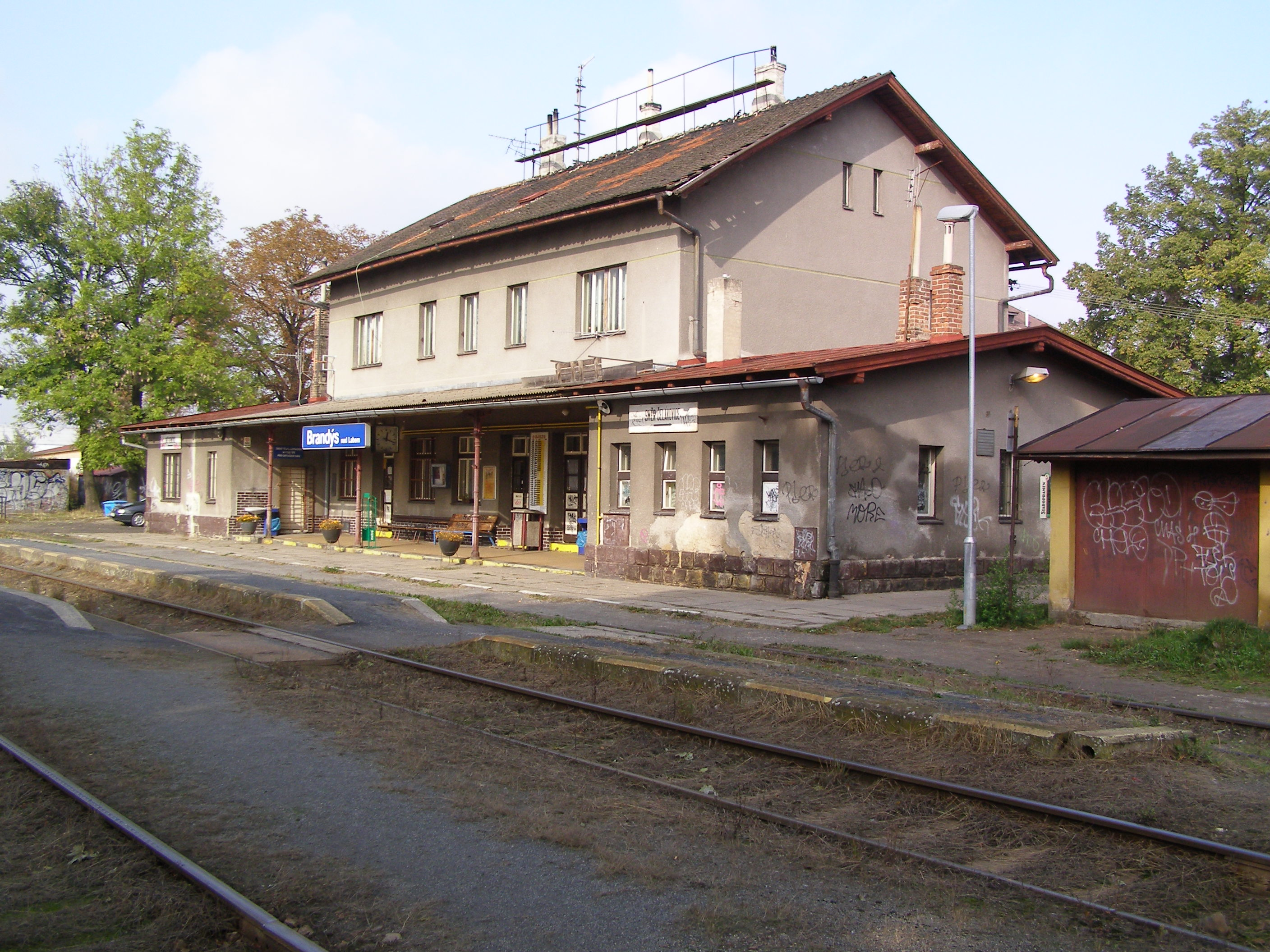
Bahnhof Brandýs nad Labem (2009)

Anfang der 1930er Jahre ermöglichte der Einsatz moderner Motorzüge eine Verdichtung des Fahrplanes. Der Winterfahrplan 1937/38 verzeichnete werktags neun Reisezugpaare, die sämtlich als Motorzug geführt waren.
Während des Zweiten Weltkrieges verblieb die Strecke im Betrieb der nunmehrigen Protektoratsbahnen Böhmen und Mähren (BMB-ČMD). Im Gegensatz zu vielen anderen Strecken wurde der Fahrplan nur in geringem Maße eingeschränkt. Erstmals wurden nun auch einige Reisezüge von und nach Čelákovice durchgebunden.
Nach dem Zweiten Weltkrieg bedienten die meisten Reisezüge die Relation Čelákovice–Neratovice. Die Zahl der Reisezüge blieb über Jahrzehnte mit acht bis zehn täglichen Fahrten weitgehend konstant.
Am 1. Januar 1993 ging die Strecke im Zuge der Auflösung der Tschechoslowakei an die neu gegründeten České dráhy (ČD) über.  Seit 2003 gehört sie zum Netz des staatlichen Infrastrukturbetreibers Správa železniční dopravní cesty (SŽDC).
Seit 15. Dezember 2013 ist der Reiseverkehr auf der Strecke als Linie S23 in das Liniensystem Esko Praha integriert. Reisezüge bedienen die Strecke im Zweistundentakt, wobei die Züge stets von und nach Čelákovice durchgebunden sind.

## Fahrzeugeinsatz
Für Rechnung der Lokalbahn Brandeis an der Elbe–Neratowitz beschaffte die StEG zwei Lokomotiven der Gattung StEG Vc. Sie erhielten die Namen BRANDYS und KOSTELETZ. Die kkStB gab den beiden Lokomotiven nach der Verstaatlichung der StEG die Betriebsnummern 478.20 und 21.